# Калита Михайло Григорович
Михайло Григорович Калита (нар. 27 вересня 1961, Львів) — радянський футболіст, український футбольний тренер.
Вихованець львівського футболу, починав виступати у складі СКА (Львів). Згодом нападник грав за «Поділля» (Хмельницький) і «Зірку» (Кіровоград).
Син Роман (1984 р. н.) грав у футбол за ДЮСШ (Кіровоград).
Працював тренером у колективах: ДЮСШ (Кіровоград), «Зірку-НІБАС» (Кіровоград), ФК «Миколаїв», «Спартак-Горобина» (Суми).